# Tensione ammissibile
La tensione ammissibile è, secondo il metodo alle tensioni ammissibili utilizzato in ingegneria civile ed in ingegneria meccanica per il progetto di costruzioni, la massima tensione a cui un materiale può essere sottoposto con sicurezza nelle condizioni operative.
Essa si ottiene dalla tensione di rottura (nei materiali fragili) oppure da quella di snervamento (per i materiali duttili) dividendo per un opportuno coefficiente di sicurezza.